# فرناندو توکورنال
فرناندو توکورنال (انگلیسی: Fernando Tocornal؛ زادهٔ ۲۶ ژوئن ۱۹۶۱) بازیکن فوتبال اهل اسپانیا است.
از باشگاه‌هایی که در آن بازی کرده‌است می‌توان به باشگاه فوتبال اسپورتینگ خیخون و باشگاه فوتبال رئال مورسیا اشاره کرد.